# بنت عنتا
بنت عنتا (بالإنجليزية:Bintanath) كانت إبنة رمسيس الثاني والملكة إست نفرت والشقيقة الكبرى للملك مرنبتاح.
معنى اسمها المحمية من طرف الآلهة آنت (آلهة من الشرق). تزوجت والدها وأنجبت منه ابنة «سمية بنت عنتا». تظهر على واجهة معبد أبو سمبل وفي وادي السبوع في النوبة بجانب تمثال ملكي. توفت في فترة حكم شقيقها مرنبتاح وتوجد مقبرتها بوادي الملكات (عدد71).
بعض الآثار الموجد عليها اسمها:
- تمثال لرمسيس الثاني اغتصبه الملك بانجم لنفسه ولكن وجود تمثال بنت عنتا بين قدمي التمثال أكد أن التمثال ملك لرمسيس الثاني موجود في الفناء الأول أمام الصرح الثاني بالكرنك.
- تحت قدمي تمثال لرمسيس الثاني أمام معبد أبو سمبل الكبير وأيضا في وادي السبوع وفي بر رعمسيس
- عثر على تمثال أوشبتي ushabti (تمثال يشبه المومياء) في مقبرة لحور محب في سقارة.
- التابوت الداخلي لها موجود في متحف القاهرة (JdE 47370)
- تمثال في فناء رمسيس الثاني المفتوح بمعبد الأقصر بجوار الأعمدة الشرقية العمود الشمالي تحت تمثال أبيها أيضا
- وجد اسمها أيضا على لوحة صخرية في أسوان والعديد من الآثار الأُخرى مقترنة باسم أبيها وزوجها الملك رمسيس الثاني.

## المقبرة
على الرغم من كونها الابنة الأولى لرمسيس، إلا أنها كانت في الواقع واحدة من الأطفال القلائل الذين عاشوا بعد عمر والدهم الطويل،حيث توفيت في عهد أخيها مرنبتاح ودُفنت في المقبرة رقم 71 بوادي الملكات.

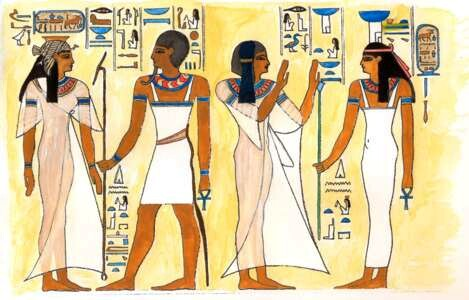
بنت عنتا تقف أمام معبود وابنتها أمام المعبودة نفتيس في مقبرتها. (رسم بناءً على المشهد الذي سجله ليبسيوس).

## وصلات خارجية
- Ancient Egypt - Bint-Anath